# カールトン・バレット
カールトン・“カーリー”・バレット（Carlton "Carly" Barrett、1950年12月17日 - 1987年4月17日）は、ジャマイカ生まれのミュージシャン。
ボブ・マーリー&ザ・ウェイラーズのメンバー（ドラマー）として知られている。
ウィンストン・グレナンによって創作されたとされるワン・ドロップ(one drop)をはじめ、様々なレゲエドラムのスタイルを大衆化した。また、彼のドラムと兄(Aston "Family Man" Barrett)のベースによるリズムセクション("Barrett Brothers")のスタイルは、その後世界各地に広まったレゲエの基本となり、後の多くのミュージシャンによって受け継がれている。レゲエドラマーとして最も影響を与えた人物であり、ジャンルを超えて多くのミュージシャンから尊敬されている。
1987年4月17日、自宅の前で殺された。
カーリーは、ボブ・マーリーの数ある有名曲の一つである"War"の作曲者でもある。また、兄のアストンとの共作で"Talkin' Blues"も制作した。